# 3-я гвардейская зенитная артиллерийская дивизия
3-я гвардейская зенитно-артиллерийская дивизия — гвардейское формирование зенитной артиллерии РККА и СА Вооружённых Сил СССР, во время Великой Отечественной войны и после неё.
Наименование:
- полное действительное, по окончании войны — 3-я гвардейская Речицко-Бранденбургская Краснознамённая орденов Суворова и Кутузова зенитная артиллерийская дивизия;
- сокращённое действительное — 3 гв. зенад;
- полное (сокращённое) условное  — войсковая часть полевая почта (в/ч пп) № 03547[1].

## История
Соединение ведёт свою историю от сформированной на Брянском фронте, в ноябре 1942 года, 16-й зенитной артиллерийской дивизии РГК.
29 сентября 1943 года за высокое боевое мастерство, отвагу, мужество и героизм личного состава дивизия награждена почётным званием «Гвардейская», получила новый войсковой № и преобразована в 3-ю гвардейскую зенитную артиллерийскую дивизию РГК.
В октябре 1943 года дивизия выполняла задачи по противовоздушной обороны войск 65-й армии при форсировании ими реки Днепр, захвате и расширении плацдарма на правом берегу в районе города Лоев.
В ноябре прикрывала войска армии в ходе Гомельско-Речицкой наступательной операции.
За отличия в боях при освобождении войсками 65-й и 48-й армий города Речица была удостоена почётного наименования Речицкой (18 ноября 1943 года).
С 24 февраля по 20 июня 1944 года, находясь в подчинении командующего артиллерией 1-го Белорусского фронта, прикрывала объекты фронтового тыла.
Летом 1944 дивизия участвовала в Белорусской наступательной операции, в ходе которой во взаимодействии с другими зенитно-артиллерийскими частями и истребительной авиацией 16-й воздушной армии осуществляла прикрытие от ударов с воздуха войск 65-й армии при прорыве ими сильно укреплённой обороны противника, окружении его бобруйской группировки, развитии наступления на барановичском направлении и дальнейшем преследовании немецко-фашистских войск.
С августа 1944 года и до конца войны вела боевые действия, находясь в оперативном подчинении командующего 8-й гвардейской армии 1-го Белорусского фронта.
До 12 января 1945 года дивизия прикрывала войска армии в районе Тарнов, Выгода, Острув, а также переправы через реку Висла. Затем её части успешно отражали удары вражеской авиации в Варшавско-Познанской наступательной операции и в ходе боёв на Кюстринском плацдарме.
За образцовое выполнение заданий командования в Варшавско-Познанской наступательной операции дивизия была награждена орденами Красного Знамени и Суворова 2-й степени (19 февраля 1945 года);
За отличие в боях при вступлении войск фронта в провинцию Бранденбург она удостоена почётного наименования Бранденбургской (5 апреля 1945 года).
Боевой путь завершила в Берлинской наступательной операции.
За высокое воинское мастерство, доблесть и мужество, проявленные личным составом дивизии в этой операции, особенно при штурме советскими войсками Берлина, она награждена орденом Кутузова 2-й степени (11 июня 1945 года).
Всего в период боевых действий с 1943 года до конца войны части дивизии сбили свыше 500 самолётов противника. За ратные подвиги в годы войны около 700 её воинов награждены орденами и медалями.
По окончании Великой Отечественной войны дивизия вошла в состав Группы советских войск в Германии (Магдебург, 3-я армия). В соответствием с миролюбивой политикой Советского Союза 20 марта 1958 года дивизия была свёрнута в 134-ю армейскую гвардейскую зенитно-артиллерийскую бригаду, в 1961 году выведена в Ленинградский военный округ и переформирована в 196-й гвардейский зенитно-ракетный полк, в дальнейшем развернутый в 204-ю гвардейскую зенитно-ракетную бригаду ПВО (в/ч 96423). Бригадой с 1989 года командовал гвардии полковник Ширшов Александр Анатольевич.
Преемником дивизии является 1489-й гвардейский зенитный ракетный Речицко-Бранденбургский Краснознамённый орденов Суворова и Кутузова полк. Ленинградская область, Всеволожский район, п/о Ваганово-2, войсковая часть № 28036.

## Состав дивизии
- управление дивизии
- 297-й гвардейский зенитный артиллерийский полк
- 307-й гвардейский зенитный артиллерийский полк
- 308-й гвардейский зенитный артиллерийский полк
- 309-й гвардейский зенитный артиллерийский полк[4]

## В составе
Находилась в оперативном подчинении:
- 65-й армии.
- 8-й гвардейской армии.
- 3-й армии.

## Командование дивизии

### Командиры
- Середин, Иннокентий Михайлович (29.09.1943 — 09.05.1945), генерал-майор артиллерии[5][6]
- Сусский, Степан Яковлевич (07.07.1947 — ??.03.1950), полковник, генерал-майор артиллерии.

### Начальник политотдела он же заместитель командира по политической части
- Финкельсон Зелик Наумович (29.09.1943 — 08.02.1947), гвардии подполковник, с 22.11.1943 гвардии полковник[7]

## Знаки отличия
| Награда (наименование)                  | Дата                                                                         | За что получена |
| --------------------------------------- | ---------------------------------------------------------------------------- | --- |
| Почётное звание «Гвардейская»           | приказ Народного комиссара обороны СССР № 297 от 29 сентября 1943 года       | за боевые заслуги, за мужество и героизм личного состава в боях немецко-фашистскими захватчиками, за освобождение Орловской и Курской областей                             |
| почётное наименование «Речицкая»        | присвоено приказом Верховного главнокомандующего № 43 от 18 ноября 1943 года | в ознаменование одержанной победы, за отличия в боях за освобождение города Речица                                                                                         |
| почётное наименование «Бранденбургская» | присвоено приказом Верховного главнокомандующего № 058 от 5 апреля 1945 года | за отличия в боях при вторжении в пределы Бранденбургской провинции |
| Орден Красного Знамени                  | награждена указом Президиума Верховного Совета СССР от 19 февраля 1945 года  | за образцовое выполнение, заданий командования в боях с немецкими захватчиками при прорыве обороны немцев южнее Варшавы и проявленные при этом доблесть и мужество         |
| Орден Суворова II степени               | награждена указом Президиума Верховного Совета СССР от 19 февраля 1945 года  | за образцовое выполнение заданий командования в боях с немецкими захватчиками, за овладение городами Сохачев, Скерневице, Лович и проявленные при этом доблесть и мужество |
| Орден Кутузова II степени               | награждена указом Президиума Верховного Совета СССР от 11 июня 1945 года     | за образцовое выполнение заданий командования в боях с немецкими захватчиками при овладении столицей Германии городом Берлин и проявленные при этом доблесть и мужество    |

## Отличившиеся воины дивизии
- Абросимов, Михаил Романович, ефрейтор, старший телефонист батареи 297-го гвардейского зенитного артиллерийского полка.